# Murray Vaughan
Pour les articles homonymes, voir Vaughan.
Murray Vaughan, C.C., est un artiste canadien, originaire de Saint-Andrews, au Nouveau-Brunswick. Il est fait compagnon de l'ordre du Canada en 1969. Il meurt le 1er juillet 1986.